# Aeroporto William P. Hobby
O Aeroporto William P. Hobby, conhecido coloquialmente como Aeroporto Hobby é um aeroporto público localizado na cidade de Houston, Texas, Estados Unidos. Estende-se por uma área de 5,3 km² e conta com 4 pistas. Foi inaugurado em 1927, sendo o primeiro aeroporto comercial da cidade até a abertura do Aeroporto Intercontinental George Bush, em 1969. O aeroporto tem um único terminal.

## Companhia aérea e destinos
| Companhia          | Destino |
| ------------------ | --- |
| AirTran Airways    | Atlanta |
| American Airlines  | Dallas/Fort Worth |
| Delta Air Lines    | Atlanta |
| JetBlue Airways    | Nova York-JFK |
| Southwest Airlines | Albuquerque, Austin, Baltimore/Washington, Birmingham (AL), Chicago, Corpus Christi, Dallas, Denver, El Paso, Fort Lauderdale, Harlingen/South Padre Island, Jackson (MS), Jacksonville, Las Vegas, Little Rock, Los Angeles, Midland/Odessa, Nashville, Nova Orleans, Oakland, Oklahoma City, Orlando, Filadélfia, Phoenix, San Antonio, San Diego, St. Louis, Tampa, Tulsa. |